# Pra Quê Julgar?
Pra Quê Julgar? é o terceiro álbum de estúdio da cantora Angolana Titica. As músicas são cantadas majoritariamente em Português e Português de Angola, mas há também canções em Francês e em Lingala. O lançamento do álbum foi antecedido pelo lançamento de alguns singles promocionais que foram incorporados à sua tracklist.

## Antecedentes
A produção do álbum foi antecedida pelo lançamento, em 2016, da música "Me Beija Só na Boca", que mistura elementos de Kizomba e de Tarraxinha, e que foi incorporada à sua tracklist. A produtora "Do Contemplo Music" ficou responsável pela produção musical. A música e videoclipe foram lançados em 14 de Outubro de 2016.

## Desenvolvimento
A terceira obra discográfica da cantora Titica começou a ser desenvolvida em meados de 2017 e seu lançamento se deu em 13 de Abril de 2018. O primeiro single produzido especificamente para o novo álbum foi "Docadó", música do gênero Coupé-Décalé, originário da Costa do Marfim, gravada em francês e que conta com a participação do cantor Marfinense Osmane Yakuza. O videoclipe da música foi disponibilizado no canal da cantora no Youtube em 25 de Junho de 2017 e foi dirigido pelo Angolano Ho Chi Fu.
O segundo single foi a música "Sobra Raiva", que apresenta elementos de Trap e de Rap, foi composta pela própria cantora, é cantada em português e foi lançada em 28 de Setembro de 2017 juntamente com um videoclipe dirigido por Wilsoldiers. Conforme destacou o veículo de comunicação Angolano "Bwe Vip", a música é uma espécie de mensagem a todas as pessoas que se incomodam com o sucesso alheio e demonstra o espírito de superação da cantora que é alvo de preconceito por parte do público 
A terceira música foi lançada por Titica nas plataformas digitais em 16 de Fevereiro de 2018. "Reza Madame" é uma música do gênero Kuduro e foi produzida pelo DJ Devictor. Seu videoclipe foi lançado em 15 de março de 2018. Nas redes sociais, Titica recebeu apoio das celebridades brasileiras Pabllo Vittar e Taís Araújo na divulgação do clipe de Reza Madame.
"Pra Quê Julgar", faixa que leva o mesmo nome do álbum, foi o quarto single do novo trabalho discográfico de Titica. Lançada nas plataformas digitais em 2 de Março de 2018, a música se insere no gênero Kizomba, mas também possui elementos de Semba e é cantada em Português. O videoclipe oficial foi lançado em 16 de Abril de 2018 no canal da artista no Youtube. O lançamento desse single recebeu destaque entre os lançamentos da semana na maior plataforma de streaming do mundo, o Spotify.

## Composição
O álbum "Pra Quê Julgar?" contou com a colaboração de diversos músicos. Titica foi a principal compositora, participando da elaboração de sete das treze músicas que compõem o álbum.

## Lista de faixas
| Edição padrão  |                                                      |                                   |                |         |  |
| N.º            | Título                                               | Compositor(es)                    | Produtor(es)   | Duração |  |
| 1.             | "Dócado" (participação de Osmane Yakuza)             | Titica Osmane Yakuza              | Doutor do Beat | 3:26    |  |
| 2.             | "Come e Baza"                                        | Titica Fabious (Zona 5) Sarissari | Kassy Marron   | 3:34    |  |
| 3.             | "Reza Madame"                                        | Abdiel Titica                     | DJ Devictor    | 3:51    |  |
| 4.             | "Pra Quê Julgar?"                                    | Kueno Aionda Titica               | Loperaz        | 3:16    |  |
| 5.             | "São Valentim" (participação de Ebrar Thor)          | Ebrar Thor                        | Alton Ventura  | 4:37    |  |
| 6.             | "Atrevido" (participação de Yola Semedo)             | Punidor                           | Chico Viegas   | 4:00    |  |
| 7.             | "Nasci Pra Te Amar"                                  | Titica Claudio Fénix Adi Cudz     | Detergente     | 3:16    |  |
| 8.             | "Giro de Bicicleta" (participação de Laton Cordeiro) | Titica Laton Cordeiro             | Laton Cordeiro | 3:24    |  |
| 9.             | "Sobra Raiva"                                        | Titica Zona Sul Team              | Next Stage     | 3:28    |  |
| 10.            | "Je Suis Là" (participação de Ary)                   | Mestre Freddy                     | Mestre Freddy  | 3:55    |  |
| 11.            | "Do Parafuso" (participação de O Trio)               | Titica Salada Russa               | DJ Aka-m       | 3:36    |  |
| 12.            | "Bate na Madeira"                                    | DJ Dix                            | DJ Dix         | 3:06    |  |
| 13.            | "Me Beija Só Na Boca"                                | Constantino                       | Hessol         | 4:40    |  |
| Duração total: | Duração total:                                       | Duração total:                    | Duração total: | 48:17   |  |